# 双臂兰属
双臂兰属（学名：Dicerostylis）是兰科下的一个属，共有3种。该属与袋唇兰属（Hylophyla）十分接近。